# Mesocrista
Mesocrista là một chi thuộc họ Hypsibiidae ở ngành tardigrada trong lớp Eutardigrada.

## Loài
- Mesocrista marcusi (Rudescu, 1964)
- Mesocrista spitzbergensis (Richters, 1903)